# Picardisch district
Het Picardisch district is een floradistrict volgens de Belgische classificatie. Dit district is geheel in Noord-Frankrijk gelegen.
Dit district is gelegen ten zuiden van het Brabants district, maar het omvat niet de kuststrook. De stroomgebieden van Canche, Authie en Somme liggen vrijwel geheel in het Picardisch district, evenals het Porcien, dat de overgang naar het Champagnedistrict vormt.